# Marco Marzano
Marco Marzano (n.10 de junho de 1980, Cuggiono, na província de Milão, em Lombardia) é um ciclista profissional italiano que corre para a equipa Lampre.
A 10 de dezembro de 2012 anunciou a sua retirada do ciclismo depois de nove temporadas como profissional e com 32 anos de idade ainda que continuará como parte do staff do conjunto Lampre.

## Palmarés
2004
- Baby Giro

## Resultados em Grandes Voltas
| Carreira        | 2004 | 2005 | 2006 | 2007 | 2008 | 2009 | 2010 | 2011 | 2012 |
| --------------- | ---- | ---- | ---- | ---- | ---- | ---- | ---- | ---- | ---- |
| Giro d'Italia   | -    | -    | -    | 37º  | -    | 51º  | 80º  | Ab.  | -    |
| Tour de France  | -    | -    | -    | -    | 92º  | -    | -    | -    | 80º  |
| Volta a Espanha | -    | 100º | Ab.  | 87º  | 25º  | Ab.  | 38º  | 61º  | 73º  |